# Laser quântico em cascata

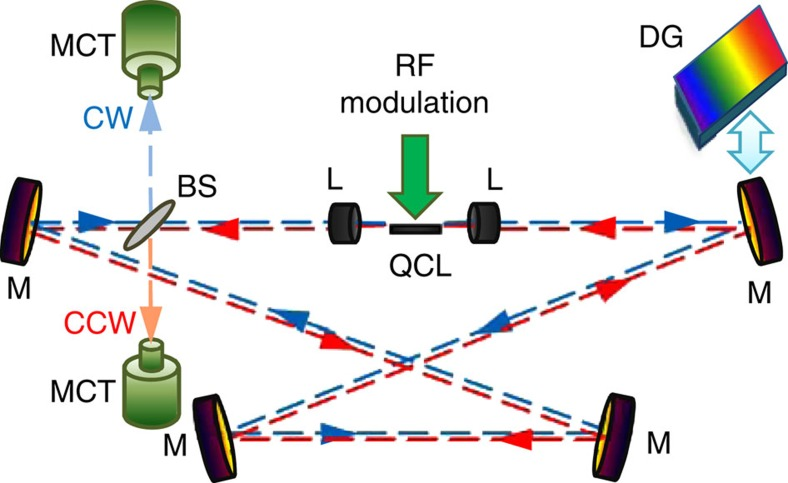
Configuração óptica do laser de cascata quântica de cavidade de anel externo de espaço livre. BS, divisor de feixe; CCW, sentido anti-horário; CW, sentido horário; DG, grade de difração; L, lentes asféricas; M, espelhos; MCT, detector; QCL, laser quântico em cascata.

Os lasers quânticos em cascata (QCLs) são lasers semicondutores que emitem na faixa do infravermelho médio a distante do espectro eletromagnético. Foram demonstrados pela primeira vez por Jerome Faist, Federico Capasso, Deborah Sivco, Carlo Sirtori, Albert Hutchinson e Alfred Cho nos laboratórios da Bell Laboratories em 1994.

## Sistemas de materiais
O primeiro QCL foi fabricado no sistema de materiais GaInAs/AlInAs correspondente à estrutura de um substrato InP. Esse sistema de material específico possui um deslocamento da banda de condução (profundidade do poço quântico) de 520 meV. Esses dispositivos baseados em InP atingiram níveis muito altos de desempenho em toda a faixa espectral do infravermelho médio, atingindo alta potência, acima da temperatura ambiente, emissão de ondas contínuas.

## Equações de proporção

As populações de sub-bandas são determinadas pelas taxas de espalhamento entre sub-bandas e pela corrente de injeção / extração.

QCLs geralmente são baseados em um sistema de três níveis. Assumindo que a formação das funções de onda seja um processo rápido comparado à dispersão entre estados, as soluções independentes de tempo para a equação de Schrödinger podem ser aplicadas e o sistema pode ser modelado usando equações de proporção. Cada sub-banda contém um número de elétrons {\displaystyle n_{i}} (onde {\displaystyle i} é o índice de sub-banda) que dispersa entre níveis ao longo da vida {\displaystyle \tau _{if}} (recíproca da taxa média de dispersão inter-banda{\displaystyle W_{if}}), onde {\displaystyle i} e {\displaystyle f} são os índices inicial e final da sub-banda. Supondo que nenhuma outra sub-banda seja preenchida, as equações de proporção para os três lasers de nível são dadas por:
{\displaystyle {\frac {\mathrm {d} n_{3}}{\mathrm {d} t}}=I_{\mathrm {in} }+{\frac {n_{1}}{\tau _{13}}}+{\frac {n_{2}}{\tau _{23}}}-{\frac {n_{3}}{\tau _{31}}}-{\frac {n_{3}}{\tau _{32}}}}
{\displaystyle {\frac {\mathrm {d} n_{2}}{\mathrm {d} t}}={\frac {n_{3}}{\tau _{32}}}+{\frac {n_{1}}{\tau _{12}}}-{\frac {n_{2}}{\tau _{21}}}-{\frac {n_{2}}{\tau _{23}}}}
{\displaystyle {\frac {\mathrm {d} n_{1}}{\mathrm {d} t}}={\frac {n_{2}}{\tau _{21}}}+{\frac {n_{3}}{\tau _{31}}}-{\frac {n_{1}}{\tau _{13}}}-{\frac {n_{1}}{\tau _{12}}}-I_{\mathrm {out} }}
No estado estacionário, as derivadas de tempo são iguais a zero e {\displaystyle I_{\mathrm {in} }=I_{\mathrm {out} }=I}. A equação da taxa geral para elétrons na sub-banda i de um sistema de nível N é, portanto:
{\displaystyle {\frac {\mathrm {d} n_{i}}{\mathrm {d} t}}=\sum \limits _{j=1}^{N}{\frac {n_{j}}{\tau _{ji}}}-n_{i}\sum \limits _{j=1}^{N}{\frac {1}{\tau _{ij}}}+I(\delta _{iN}-\delta _{i1})},
Sob a suposição de que os processos de absorção podem ser ignorados, (ou seja, {\displaystyle {\frac {n_{1}}{\tau _{12}}}={\frac {n_{2}}{\tau _{23}}}=0}, válido a baixas temperaturas) a equação da taxa média fornece
{\displaystyle {\frac {n_{3}}{\tau _{32}}}={\frac {n_{2}}{\tau _{21}}}}
Portanto, se {\displaystyle \tau _{32}>\tau _{21}} (por exemplo, {\displaystyle W_{21}>W_{32}}) nessa situação {\displaystyle n_{3}>n_{2}} e uma inversão populacional existirá. A proporção da população é definida como
{\displaystyle {\frac {n_{3}}{n_{2}}}={\frac {\tau _{32}}{\tau _{21}}}={\frac {W_{21}}{W_{32}}}}
Se todas as equações da taxa de estado estacionário N forem somadas, o lado direito se tornará zero, o que significa que o sistema é subdeterminado e é possível encontrar apenas a taxa relativa de cada sub-banda. Se a densidade total de folhas das transportadoras {\displaystyle N_{\mathrm {2D} }} no sistema também é conhecido, a população "absoluta" de transportadoras em cada sub-banda pode ser determinada usando:
{\displaystyle \sum \limits _{i=1}^{N}n_{i}=N_{\mathrm {2D} }}.
Como uma aproximação, pode-se supor que todas as transportadoras no sistema sejam fornecidas por dopagem. Se a espécie dopante tiver uma energia insignificante de energia de ionização, então {\displaystyle N_{\mathrm {2D} }} é aproximadamente igual à densidade de dopagem.

## Lasers quânticos em cascata terahertz
Esse tipo de laser emite radiação eletromagnética com frequência na faixa de terahertz. Eles têm aplicações no campo da espectroscopia, onde são usados em análises químicas. Da mesma forma, fornecem conexões sem fio ultra rápidas e de salto curto, onde conjuntos de dados maciços devem ser movidos por complexos hospitalares ou entre instalações de pesquisa em universidades - ou em comunicações via satélite. Em vez de usar eletrônicos externos, os pesquisadores usaram ondas acústicas para vibrar os poços quânticos dentro do laser em cascata quântica para poder enviar dados nessas altas velocidades, ligando e desligando ou pulsando cerca de 100 bilhões de vezes por segundo. Mas eles foram capazes de controlar a emissão de luz em apenas algumas porcentagens.